# Harry Hughes
Harry Roe Hughes (ur. 13 listopada 1926, zm. 13 marca 2019) – amerykański polityk, członek Partii Demokratycznej. W latach 1979–1987 pełnił funkcję gubernatora stanu Maryland.